# Julius Schreck
Julius Schreck (München, 13 juli 1898 - aldaar, 16 mei 1936) was een Duitse officier en SS-Brigadeführer (brigadegeneraal). Hij was ook de persoonlijke chauffeur en lijfwacht van Adolf Hitler. Oorspronkelijk was Schreck een acteur. Schreck gold als de vader van de SS en werd op 27 april 1934 als SS-Ehrenführer in de rang van een SS-Oberführer bevorderd.

## Leven
Julius Schreck was aan het einde van de Eerste Wereldoorlog lid van verscheidene vrijkorpsen, waaronder ook de Marine-Brigade Ehrhardt. De nationaalsocialist van het eerste uur als Schreck was, had hij het lidmaatschapsnummer 53 van de NSDAP, en bouwde met zijn vrijkorpseenheden vanaf januari 1923 de Dachauer en Münchner SA op. In april 1923 trokken de vrijkorpsen zich uit de partij terug, en Schreck bleef daarentegen met weinig aanhangers in deze. Hij had net op de wens van Hitler mensen gerekruteerd voor de Stoßtrupp Hitler - een voorloper van de latere SS, die oorspronkelijk uit 8 door straatgevechten beproefde vrijkorpsleden samengesteld was. De originele leden waren Joseph Berchtold, Ulrich Graf, Emil Maurice, Christian Weber, Josef Dietrich, Rudolf Hess, Jakob Grimminger en Walter Buch.
De Stoßtrupp diende voor de persoonlijke bescherming van Hitler.
Het uniform van de Stoßtruppen leken sterk op die van de SA. Het enige duidelijke verschil was de zwarte skimuts met het doodskopembleem (Totenkopf), die later ook in verscheidene andere SS-eenheden gebruikt werd. Schreck had het idee van de doodskopembleem van de Brigade Ehrhardt overgenomen.
Daarmee had Schreck de basis gelegd voor de oprichting van de latere SS. Van 1925 tot 1926 was Schreck de eerste SS-Oberleiter, waaruit een jaar later de functie van de Reichsführer ontstond.

## Dood
In 1936 werd Schreck ziek en kreeg hersenvliesontsteking, waaraan hij uiteindelijk bezweek. Hitler zorgde ervoor dat hij een staatsbegrafenis kreeg. Alle hogere nazipartijleden waren hierbij aanwezig, inclusief Hermann Göring, Rudolf Hess, Joachim von Ribbentrop, Konstantin von Neurath, Emil Maurice, Hans Baur, Heinrich Hoffmann, Baldur von Schirach en Heinrich Himmler. Himmler noemde hem "Adolf Hitlers eerste SS-man". Zoals met vele andere graven van leden van de nazipartij werd Schrecks grafsteen na de Tweede Wereldoorlog verwijderd en is er een grafsteen zonder inscriptie op de plek waar hij begraven ligt neergezet.

## Carrière
Schreck bekleedde verschillende rangen in zowel de Allgemeine-SS als Deutsches Heer. De volgende tabel laat zien dat de bevorderingen niet synchroon liepen.
| Datums           | Deutsches Heer     | Allgemeine-SS       |
| ---------------- | ------------------ | ------------------- |
| 1 december 1916  | Kriegsfreiwilliger | —                   |
| 10 november 1918 | Obergefreiter      | —                   |
| 9 februari 1919  | Unteroffizier      | —                   |
| 23 april 1919    | Vizefeldwebel      | —                   |
| 1 november 1925  | —                  | SS-Anwärter         |
| 20 februari 1932 | —                  | SS-Sturmführer      |
| 30 januari 1933  | —                  | SS-Standartenführer |
| 27 januari 1934  | —                  | SS-Oberführer       |
| 1 januari 1935   | —                  | SS-Brigadeführer    |

## Lidmaatschapsnummers
- NSDAP-nr.: 53[8][7](lid geworden 5 oktober 1921[3]; opnieuw lid 27 februari 1925[6][7])
- SS-nr.: 5[8][7](lid geworden 1 november 1925[6][10][5])

## Onderscheidingen
- SS-Ehrenring[9]in 1935[6]
- Bloedorde[9](nr.349) op 9 november 1933[6][7]
- Coburg-insigne[9]op 14 oktober 1932[6][7]
- Gouden Ereteken van de NSDAP[7]
- IJzeren Kruis 1914, 2e Klasse[7]
- Erekruis voor Frontstrijders in de Wereldoorlog in 1934[7]
- Orde van Militaire Verdienste (Beieren), 3e Klasse met Zwaarden[7]
- Ehrenwinkel der Alten Kämpfer
- Julleuchter der SS op 16 december 1935[6][7]

## Triviaal
Er waren meerdere straten in Duitsland vernoemd naar Schreck.